# Elymus violaceus
Elymus violaceus — вид трав'янистих рослин родини тонконогові (Poaceae), поширений у Північній Америці та Сибіру. Зростає в арктичних, субальпійських та альпійських місцях проживання, на вапняних або доломітових породах.

## Таксономічні нотатки
Проведений філогенетичний аналіз свідчить про те, що E. caninus парафілетичний. Elymus violaceus генетично відрізняється і від Е. alaskanus і Е. trachycaulus й вони досить різні, щоб їх визнати як самостійні види. cpDNA (хлоропластів ДНК) аналіз показав, що E. latiglume має більш тісні зв'язки з E. violaceus і E. caninus, ніж із E. alaskanus чи E. trachycaulus. Однак, RAPD (випадкове посилення полиморфної ДНК) аналіз припускає, що E. violaceus більше пов'язаний з E. trachycaulus, а не E. caninus..

## Морфологічна характеристика
Це багаторічні трав'янисті не кореневищні рослини, які ростуть у щільних пучках. Стебла 20–50(75) см завдовжки; міжвузля гладкі. Язичок (лігула) 0.5 мм довжиною. Листові пластинки довжиною 4–8 см; 5–6 мм шириною. Суцвіття 4–10(12) см завдовжки. Вторинні родючі колоски сидячі. Родючі колоски містять 2–4 родючі квіточки зі зменшеними квіточки на верхівці; колоски еліптичні до довгастих; стисле з боків; 10–16 мм завдовжки. Колоскові луски коротші ніж колосок; луски ланцетні, 7–7.5 мм завдовжки, верхівки гострі. Нижні приквітки від ланцетних до довгастих, 7 мм довжиною, шириною 3 мм, шкірясті, фіолетові, верхівки тупі або загострені. Верхні приквітки довжиною 8 мм. Пиляки 0.7–1.3 мм. 2n=28. Стерильні квіточки нагадують родючі, хоча недостатньо розвинені.

## Поширення
Вид поширений у Ґренландії, Канаді, США, Мексиці та Сибіру. Він був введений в помірній Азії й Європі (Бельгія, Чехія, Ісландія, Норвегія, Україна).